# روابط داخلی آلمان
روابط داخلی آلمان، ( به آلمانی: Innerdeutsche Beziehungen )، همچنین به عنوان روابط FRG-GDR، روابط آلمان شرقی و آلمان غربی یا روابط آلمان و آلمان ( به آلمانی: deutsch-deutsche Beziehungen ) شناخته می شود، روابط سیاسی، دیپلماتیک، اقتصادی، فرهنگی بود. ارتباط بین جمهوری فدرال آلمان (آلمان غربی یا FRG) و جمهوری دموکراتیک آلمان (آلمان شرقی یا GDR)، در دوره تقسیم غرب به شرق در تاریخ آلمان از تأسیس آلمان شرقی در ۷ اکتبر ۱۹۴۹ تا اتحاد مجدد آلمان در ۳ اکتبر ۱۹۹۰.

## تاریخ

آلمان سال ۱۹۴۷: چهار منطقه اشغالی، کل برلین، زارلاند و مناطق شرقی آلمان تحت کنترل خارجی.

### دوره پس از جنگ
پس از تسلیم بی قید و شرط ورماخت در ماه مه ۱۹۴۵، ائتلاف ضد هیتلر بین ایالات متحده و اتحاد جماهیر شوروی از هم پاشید و ایده تقسیم کشور شکست خورده از آن زمان به بعد توسط درگیری شرق و غرب (جنگ سرد) تعیین شد که بخش داخلی آلمان را به بخشی از پرده آهنین تقسیم کننده جهان تبدیل کرد.
نقاط عطف مهم این مرزبندی تدریجی، طرح مارشال به رهبری ایالات متحده در سال ۱۹۴۷ و همچنین اصلاحات پولی غربی و محاصره برلین در سال ۱۹۴۸ بود. ادغام مناطق اشغالی غرب در جامعه قدرت های غربی و بخش شرقی در سیستم اتحاد جماهیر شوروی سرانجام با تأسیس جمهوری فدرال آلمان و جمهوری آلمان در سال ۱۹۴۹ همراه شد.

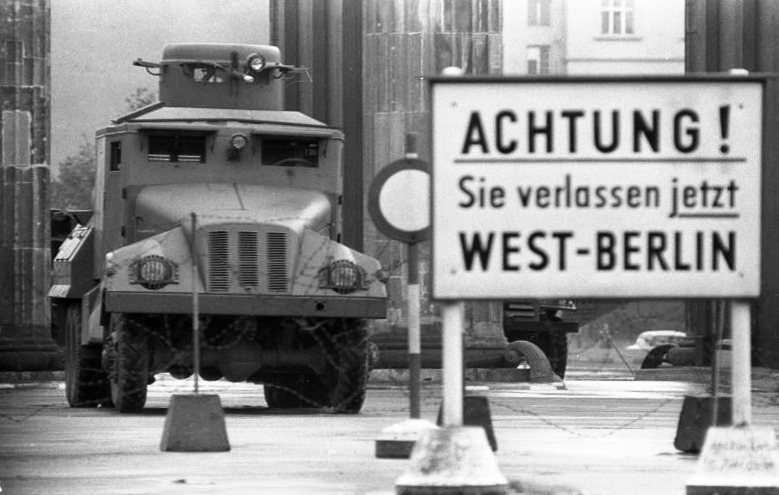
اوت ۱۹۶۱: توپ آب از ساخت دیوار برلین محافظت می کند.

### تشدید جنگ سرد
شروع جنگ کره در سال ۱۹۵۰ منجر به بحث فشرده ای در آلمان غربی در مورد تسلیح مجدد آلمان به عنوان کمکی به دفاع از اروپای غربی در چارچوب جامعه دفاعی اروپا (EDC) شد. در سال ۱۹۵۵، بحث با پیوستن آلمان به اتحاد نظامی غربی ناتو و ایجاد ارتش دفاعی به نام بوندسوهر به اوج خود رسید.
از نظر اقتصادی، جمهوری فدرال بر اساس معاهده رم در سال ۱۹۵۷ به قدرت های غربی وابسته بود، که به عضویت در جامعه اقتصادی اروپا (EEC)، جامعه زغال سنگ و فولاد اروپا (ECSC) و اتحادیه اروپا (EU). در همین حال، جمهوری دموکراتیک آلمان به بلوک شرق ملحق شد: جمهوری دموکراتیک آلمان به شورای کمک های اقتصادی متقابل (کمکان) و با ارتش ملی خلق تازه تاسیس خود به پیمان ورشو پیوست.
در حالی که صدر اعظم وقت کنراد آدناور موفق شد به تدریج جمهوری فدرال آلمان را به غرب نزدیکتر کند، کشور را با همسایگان اروپایی خود آشتی دهد و شریک نزدیکی در فرانسه پیدا کند، شهروندان جمهوری فدرال از معجزه اقتصادی آلمان سود بردند. اقتصاد بازار و ادغام در اقتصاد اروپای غربی . از سوی دیگر، دولت جمهوری دموکراتیک آلمان بر برنامه های پنج ساله متکی بود و در تثبیت وضعیت اقتصادی کند بود. به دلیل عدم برگزاری انتخابات آزاد ، حزب حاکم اتحاد سوسیالیست آلمان (SED) نیز فاقد مشروعیت بود، که از جمله به قیام مردمی در ۱۷ ژوئن ۱۹۵۳ منجر شد که با کمک نظامی شوروی به پایان رسید.
در ۱۳ اوت ۱۹۶۱، رژیم کمونیستی عملاً با ساخت دیوار برلین ، برلین را به برلین شرقی و غربی جدا کرد. به این ترتیب، جمهوری دموکراتیک آلمان به مهاجرت فزاینده جمعیت تحصیلکرده خود و هرگونه امید ماندگار برای اتحاد مجدد در آینده نزدیک پایان داد. جمهوری آلمان از این طریق تثبیت شد. مردمی که در جمهوری دموکراتیک آلمان باقی مانده بودند، دیگر گزینه ای برای رفتن به غرب از طریق برلین غربی نداشتند و مجبور بودند با رژیم کنار بیایند.

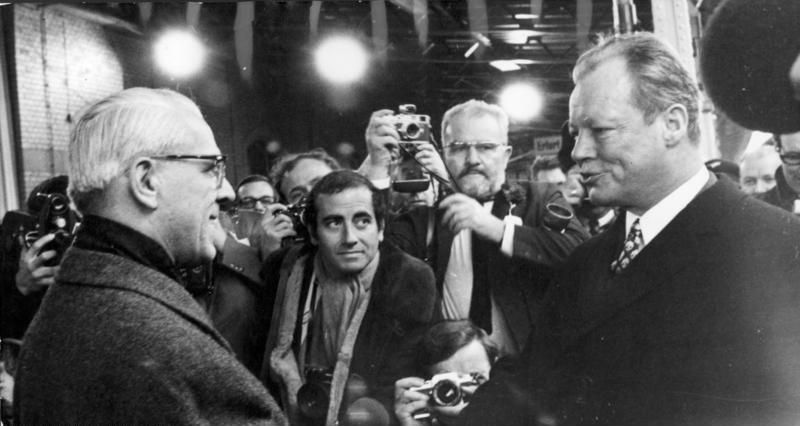
رئیس شورای وزیران ویلی استوف (چپ) و صدراعظم ویلی برانت در ارفورت در سال ۱۹۷۰، نخستین نشست سران دولت های دو ایالت آلمان

### سیاست تنش زدایی آلمان غربی
بحران موشکی کوبا در سال ۱۹۶۲، زمانی که جهان در آستانه جنگ هسته‌ای قرار داشت، نقطه عطف جنگ سرد، به سمت سیاست همکاری و تنش‌زدایی بود که از طریق تغییر جو سیاسی بر روابط داخلی آلمان نیز تأثیر گذاشت.
با این وجود، آخرین باری که یک تیم تماما آلمانی حضور داشت در بازی‌های المپیک تابستانی ۱۹۶۴ در توکیو بود. در همان زمان جمهوری دموکراتیک آلمان شروع به آزادی زندانیان سیاسی از زندان های خود کرد.  
سیاست جدید دولت سوسیال لیبرال تحت صدراعظم ویلی برانت نقش تعیین کننده ای در نزدیکی سیاسی ایفا کرد. حتی در دوره قبل از ائتلاف بزرگ که به دوره آدناور در سال ۱۹۶۶ پایان داد، برانت به همراه سخنگوی مطبوعاتی خود اگون باهر، این اصول راهنمای سیاست خارجی "سیاست گام های کوچک"، "تغییر از طریق نزدیک شدن" و "انسانی" را تهیه کرده بودند. تسهیل». تنها در عرض سه سال، پس از مقدمه نمادین اجلاس ارفورت در سال ۱۹۷۰، معاهدات شرق با مسکو، ورشو و پراگ، قرارداد چهار قدرت در برلین ، اعلام کناره گیری از زور در برابر کشورهای اروپای شرقی و معاهده اساسی با جمهوری دموکراتیک آلمان منعقد شد.  برای اولین بار، این معاهدات به رسمیت شناختند که حاکمیت هر یک از دو دولت محدود به قلمرو ملی آن است. علاوه بر این، استقلال و خودمختاری هر یک از دو کشور در امور داخلی و خارجی آن محترم بود. راهبردهایی مانند دکترین هالشتاین ، که جمهوری دموکراتیک آلمان با دکترین اولبریخت به آن پاسخ داده بود، با ماده ۴ معاهده اساسی، که در آن هر دو طرف فرض می‌کردند «هیچ یک از دولت‌ها نمی‌تواند طرف مقابل را در سطح بین‌المللی نمایندگی کند یا به نمایندگی از آن عمل کند» غلبه کرد. با این وجود، جمهوری فدرال آلمان و جمهوری دموکراتیک آلمان یکدیگر را به عنوان کشورهای مستقل از نظر حقوق بین الملل به رسمیت نمی شناختند. بنابراین، هیچ سفری اعزام نشد، اما نمایندگان دائمی مستقر در دولت های مربوطه در بن و برلین شرقی مبادله شدند که کنوانسیون وین در مورد روابط دیپلماتیک بر این اساس در مورد آنها اعمال شد. در ۱۴ مارس ۱۹۷۴، پروتکل تاسیس در بن امضا شد.   صدراعظم فدرال ، به جای وزارت امور خارجه ، مسئول مأموریت دائمی جمهوری فدرال آلمان در بن بود،  در حالی که وزارت امور خارجه جمهوری فدرال آلمان مسئول امور مربوط به نمایندگی دائم جمهوری فدرال آلمان در شرق برلین بود. 
در ۷ مه ۱۹۷۴، ویلی برانت پس از ماجرای گیوم استعفا داد. 
با این وجود، سیاست عادی سازی در خدمت خنثی کردن درگیری بین المللی شرق و غرب بود و زمینه را برای کنفرانس امنیت و همکاری در اروپا در سال ۱۹۷۵ (CSCE) و گفتگوها در مورد محدودیت نیروها فراهم کرد. با این حال، «همزیستی تنظیم‌شده» به‌دست‌آمده، وضعیت موجود را به حدی تثبیت کرد که پس از گذشت بیش از ۲۰ سال در هر دو ایالت آلمان، تعداد کمی هنوز به امکان‌پذیری اتحاد مجدد اعتقاد داشتند.
در جمهوری آلمان، مردم به تحولات جدید در تنش زدایی با مرزبندی جدید واکنش نشان دادند تا هویت دولتی خود را بیابند. با تمایل خود برای شرکت در گفتگو، دولت به رسمیت شناخته شده بود. در سال ۱۹۷۳، جمهوری فدرال و جمهوری دموکراتیک آلمان به عضویت سازمان ملل متحد درآمدند. افزایش عملکرد اقتصادی همچنین اعتماد به نفس مردم را افزایش داد، که باعث شد پارلمان در سال ۱۹۷۴ اصطلاحات ملت آلمان و اتحاد مجدد را از قانون اساسی جمهوری دموکراتیک آلمان حذف کند. این واقعیت که استقلال بیش از حد نیز می تواند منجر به درگیری با اتحاد جماهیر شوروی شود، قبلاً در سال ۱۹۷۱ توسط والتر اولبریخت احساس شده بود که به دلیل امتناع او از اصلاحات، توسط اریش هونکر به عنوان دبیر اول SED جایگزین شده بود.

### ۱۹۸۸تا ۱۹۷۰
در همین حال، دو بحران نفتی در دهه ۱۹۷۰ تأثیر مخربی بر توسعه اقتصادی جمهوری آلمان داشت و منجر به نارضایتی مردم شد، اما اصلاحات ساختاری را در پی نداشت. گروه های اپوزیسیون نوظهور به منظور حفظ ثبات سیاسی در کشور، توسط شبکه مخبران امنیتی دولتی سرکوب شدند.
به دنبال انتشار مانیفست اتحادیه کمونیست های دموکراتیک آلمان (یک گروه ادعایی مخالف در حزب ایالتی آلمان شرقی SED) در ژانویه ۱۹۷۸، اشپیگل، روابط داخلی آلمان را به هم زد.
در این میان، روابط داخلی آلمان با موج جدیدی از تسلیح مجدد بین المللی تیره شد، که با تصمیم دوطرفه ناتو و اشغال افغانستان توسط شوروی در سال ۱۹۷۹ به اوج خود رسید. در داخل، دولت تحت صدراعظم هلموت اشمیت دیگر قادر به کنار آمدن با این فشارها نبود و در نهایت راه را برای ائتلاف CDU/CSU - FDP در زمان صدراعظم هلموت کوهل هموار کرد. این ائتلاف سعی کرد ارتباط خود را با ایالت همسایه آلمان که با سفر اشمیت به جمهوری دموکراتیک آلمان در سال ۱۹۸۱ تقویت شده بود، حفظ کند. همچنین تنها از طریق میلیاردها وام از آلمان غربی می‌توان جمهوری آلمان را از تباهی مالی نجات داد. امتناع SED از اعمال اصلاحاتی که توسط میخائیل گورباچف، رهبر دولت و حزب اتحاد جماهیر شوروی انجام شد، دیکتاتوری SED را حتی در اردوگاه کمونیستی تا حدودی منزوی کرد.
در سال ۱۹۸۶، آیزنهوتنشتات و زارلوییس اولین شهر دوقلوی آلمانی-آلمانی را تأسیس کردند.
سفر اریش هونکر به جمهوری فدرال آلمان در سال ۱۹۸۷، که سال ها قبل برنامه ریزی شده بود، از سوی هر دو کشور به عنوان گام مهمی در توسعه روابط آلمان و آلمان تلقی شد. رهبری جمهوری دموکراتیک آلمان این رویداد را نقطه اوج (عملی) به رسمیت شناختن می دانست.

### ۱۹۸۹/۹۰

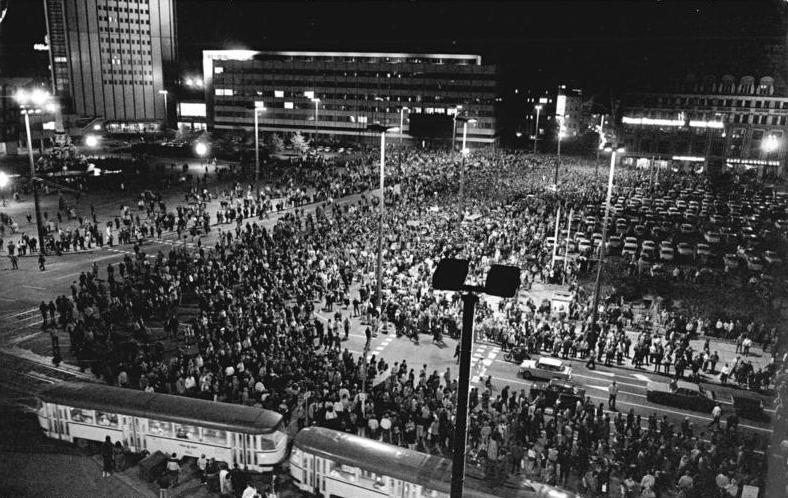
تظاهرات دوشنبه در لایپزیگ در ۱۶ اکتبر ۱۹۸۹

سیاست اصلاحی گورباچف در پرسترویکا و گلاسنوست، همراه با خنثی کردن محسوس درگیری بین‌المللی شرق و غرب از طریق توافق‌نامه‌های الزام آور خلع سلاح بین اتحاد جماهیر شوروی و ایالات متحده، در نهایت به انقلاب‌هایی در سال ۱۹۸۹ در کشورهای منفرد بلوک شرق منجر شد.
تحت دکترین سیناترا گورباچف، مسکو دیگر مانع دموکراتیزه شدن تدریجی نبود. بدین ترتیب مجارستان توانست در اوت ۱۹۸۹ مرز خود را با اتریش باز کند. با شروع مهاجرت دسته جمعی، جنبش های اپوزیسیون در داخل جمهوری دموکراتیک آلمان نیز شتاب جدیدی به دست آوردند که منجر به تظاهرات روز دوشنبه در سراسر کشور شد. در ۹ نوامبر ۱۹۸۹، گونتر شابفسکی، یکی از اعضای دفتر سیاسی SED ، در یک کنفرانس مطبوعاتی اعلام کرد که شهروندان آلمان شرقی برای سفر آزاد هستند و در نتیجه تمام گذرگاه های مرزی آلمان باز شد.  فروریختن دیوار برلین نشان دهنده نقطه اوج انقلاب صلح آمیز بود.
«پنجره تاریخ» که اکنون برای اتحاد مجدد باز بود، همه طرف‌ها را وادار کرد تا به سرعت وارد عمل شوند: SED به مخالفان پیشنهاد گفت‌وگوهای میزگرد داد و هلموت کوهل به تنهایی برنامه ده ماده‌ای خود را برای غلبه بر تقسیم آلمان ارائه کرد. در ۱۸ مه ۱۹۹۰، دولت آلمان شرقی به رهبری لوتار د مزیر، که از انتخابات مردم در ۱۸ مارس ۱۹۹۰ بیرون آمده بود، معاهده ایجاد اتحادیه پولی، اقتصادی و اجتماعی را منعقد کرد. 
با در نظر گرفتن توافقات و تصمیمات قدرت های پیروز از دوران جنگ و پس از جنگ، معاهده دو به علاوه چهار در ۱۲ سپتامبر ۱۹۹۰، مقدمات نهایی را در مورد آلمان فراهم کرد. بر این اساس، آلمان متحد شامل قلمروهای جمهوری فدرال آلمان، جمهوری دموکراتیک آلمان و کل برلین است. این کشور هیچ گونه ادعای ارضی بیش از اینها علیه سایر کشورها ندارد.  از آن زمان، مسئله آلمان از نظر سیاسی و تحت قوانین بین المللی حل و فصل شده است.
در ۲۳ اوت ۱۹۹۰، پارلمان جمهوری دموکراتیک آلمان در مورد الحاق آلمان شرقی به جمهوری فدرال آلمان مطابق ماده ۲۳ قانون اساسی تصمیم گرفتند.  در ۲۰ سپتامبر ۱۹۹۰، بوندستاگ آلمان و پارلمان جمهوری دموکراتیک آلمان با دو سوم اکثریت لازم ، پیمان اتحاد را تصویب کردند.  از ۳ اکتبر ۱۹۹۰، ایالت های براندنبورگ ، مکلنبورگ-پومرانی غربی ، زاکسن ، زاکسن-آنهالت و تورینگن به ایالت های جمهوری فدرال آلمان تبدیل شدند. از آن زمان، این روز به جای ۱۷ ژوئن به عنوان روز وحدت آلمان، تعطیل رسمی است.
در شب ۲ تا ۳ اکتبر ۱۹۹۰، پرچم فدرال آلمان در ساختمان رایشس‌تاگ در برلین به اهتزاز درآمد.
وزارت فدرال برای روابط داخلی آلمان در  ژانویه ۱۹۹۱ منحل شد.
با حکم سازمانی صدراعظم فدرال در ۲۷ اکتبر ۱۹۹۸، یک کمیسر دولت فدرال برای ایالات جدید آلمان منصوب شد.
حتی با گذشت ۳۰ سال از ایجاد اتحاد آلمان، تفاوت های قابل توجهی در شرایط زندگی ایالت های غربی و شرقی آلمان وجود دارد. 

## معاهدات بین آلمان غربی و آلمان شرقی
سیاست آلمان از زمان ائتلاف بزرگ در سال ۱۹۶۶ عمدتاً شامل مذاکرات و معاهدات با جمهوری دموکراتیک آلمان بود. از سال ۱۹۶۹، معاهدات، موافقت نامه ها و ترتیبات متعددی توسط دولت های فدرال تحت رهبری SPD منعقد شده است.   در ماده ۷ معاهده اساسی موافقت نامه هایی در زمینه های اقتصاد، علم و فناوری، حمل و نقل، روابط حقوقی، خدمات پستی و مخابراتی، مراقبت های بهداشتی، فرهنگی، ورزشی، حفاظت از محیط زیست و سایر زمینه ها پیش بینی شده است.
- قرارداد پستی بین جمهوری فدرال آلمان و جمهوری آلمان در ۳۰ سپتامبر ۱۹۷۱.
- قرارداد ترانزیت ۱۷ دسامبر ۱۹۷۱
- موافقتنامه بین دولت جمهوری دموکراتیک آلمان و سنای برلین غربی در مورد تسهیل و بهبود ترافیک سفر و بازدید از ۲۰ دسامبر ۱۹۷۱
- معاهده بین جمهوری فدرال آلمان و جمهوری دموکراتیک آلمان در مورد مسائل حمل و نقل مورخ ۲۶ مه ۱۹۷۲ (ترافیک مرزی محلی)
- معاهده اساسی ۲۱ دسامبر ۱۹۷۲
- موافقتنامه فرهنگی آلمان و آلمان ۶ مه ۱۹۸۶
- معاهده اتحادیه پولی، اقتصادی و اجتماعی ۱۸ مه ۱۹۹۰

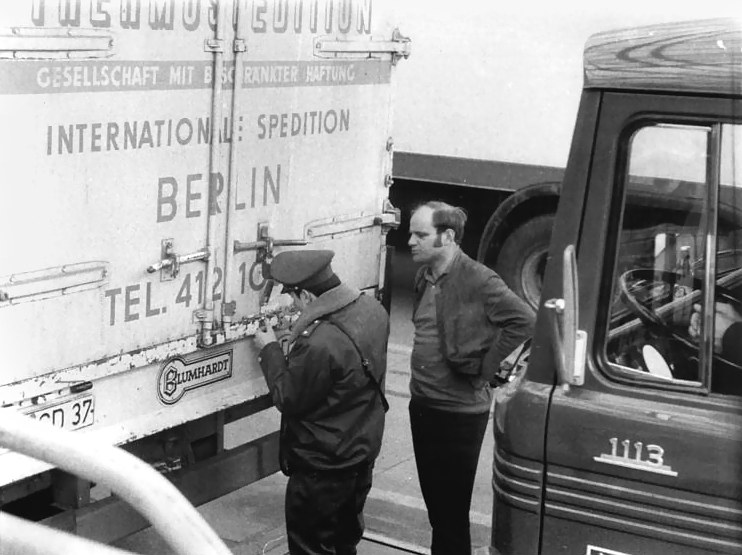
یک کامیون در مرز داخلی آلمان پلمپ شده است.

- معاهده اتحاد ۳۱ اوت ۱۹۹۰

## روابط تجاری
تجارت بین منطقه ای، که قبلاً در سال ۱۹۴۶ آغاز شده بود، پس از اصلاحات ارزی و دو بنیاد دولتی در ۲۰ سپتامبر ۱۹۵۱، با موافقت نامه تجارت بین مناطق ارزی ( مارک آلمان) روی پایه جدیدی قرار گرفت. و مناطق ارزی مارک آلمانی بانک مرکزی آلمان ( مارک آلمان شرقی). با اصلاحیه قرارداد در ۱۶ اوت ۱۹۶۰، آلمان شرقی تسهیلات اضافه برداشت بدون بهره (نوسان) اعطا شد.  این همچنین برای خدمت به جمهوری فدرال به عنوان "ابزار سیاسی برای تضمین دسترسی آزاد به برلین" بود.   از آنجایی که دو کشور آلمان نمی‌خواستند یکدیگر را به‌عنوان دولت‌های مستقل به رسمیت بشناسند، روابط اقتصادی داخلی آلمان توسط قانون تجارت خارجی که در غیر این صورت برای تجارت خارجی قابل اعمال است، اداره نمی‌شد، بلکه تحت قوانین کنترل ارز خارجی کشورهای اشغالگر بود. قدرت ها   بنابراین، از دیدگاه جمهوری فدرال، تجارت داخلی آلمان نه تجارت خارجی بود و نه تجارت داخلی متعارف، بلکه "تجارت از نوع خود " بود.  سالنامه آماری جمهوری فدرال آلمان نیز تجارت بین منطقه ای و بعداً تجارت داخلی آلمان را تحت عنوان "تجارت خارجی" فهرست نکرده است، اما آن را تحت عنوان "تجارت، هتل ها و رستوران ها، سفر" طبقه بندی کرده است. از سوی دیگر، جمهوری دموکراتیک آلمان، تجارت درون آلمانی را در مراحل اولیه تجارت خارجی تلقی می کرد و بر این اساس آماری را در مورد آن نگهداری می کرد.  وزارت تجارت داخلی آلمان، تجارت خارجی و تامین مواد مسئول این امر بود.
مبادله کالا بر اساس فهرست کالاها تنظیم می شد. اینها نیاز به تایید داشتند و از نظر کمی و ارزش (در ابتدا تا حد قابل توجهی) مشمول سهمیه بودند.   تراکنش‌های پرداخت از طریق پرداخت‌های مستقیم بین شرکت‌های درگیر انجام نمی‌شد، بلکه با تسویه حساب‌های فرعی مختلف در بانک‌های مرکزی جمهوری فدرال و دموکرات تسویه می‌شد.  واحد پرداخت مورد توافق واحد تسویه به اصطلاح (VE) بود. 
این دو اقتصاد که هر دو از نظر مواد خام ضعیف هستند، عمدتاً مواد اولیه و کالاهای تولیدی را با سهمی بیش از ۵۰ درصد مبادله کردند. در حالی که جمهوری فدرال آلمان را عمدتاً با محصولات شیمیایی و مواد خام با عیار بالا ( زغال سنگ ، کک ) و همچنین خوراک حیوانات پروتئینی (۵.۱٪) و نفت خام (۲.۵٪) تامین می کرد،  همچنین محصولات تصفیه شده مانند خریداری می کرد. بنزین موتور ، روغن گرمایشی و پلاستیک و همچنین گاو برای کشتار (۳.۴٪)، غلات (۲.۱٪) و شیرینی (۱.۵٪). صادرات ماشین آلات و تجهیزات به غرب محدود بود زیرا محصولات تولید شده در جمهوری آلمان به اندازه کافی در بازار کالاهای سرمایه ای غرب رقابت نمی کردند. 
در دهه ۱۹۷۰، سهم تجارت بین آلمانی ها از کل گردش تجارت خارجی به طور متوسط ۵.۱٪ در جمهوری فدرال بود، اما تقریباً دو برابر بیشتر در آلمان شرقی با ۹.۴٪ بود.  مزایایی که آلمان شرقی از تجارت درون آلمانی به صورت صرفه جویی در سود و عوارض گمرکی و کاهش مالیات بر ارزش افزوده به دست آورد، برای دهه ۱۹۸۰ حدود ۷۵۰ میلیون مارک برآورد شد. 
ضمانت یک میلیارد آلمانی اعطا شده به بانک تجارت خارجی جمهوری دموکراتیک آلمان توسط دولت فدرال به کنسرسیومی از بانک های آلمان غربی در ۲۹ ژوئن ۱۹۸۳، نه تنها به دلایل اقتصادی بود، بلکه از نظر سیاسی نیز توسط دولت فدرال تلقی شد. سهم مهمی در بهبود روابط با جمهوری دموکراتیک آلمان».  
بخش ۱۲ معاهده اتحادیه پولی، اقتصادی و اجتماعی در ۱۸ مه ۱۹۹۰ توافقنامه برلین ۲۰ سپتامبر ۱۹۵۱ را در رابطه با اتحادیه پولی و اقتصادی تطبیق داد. سیستم تسویه تنظیم شده در آنجا خاتمه یافت و تعادل بسته شدن نوسان تسویه شد. تعهدات موجود به مارک آلمان تسویه شد. لغو کامل کنترل کالا در مرزهای داخلی آلمان پیامد پیمان اتحاد بود.

## مسافرت
خطوط مرزی بین چهار منطقه اشغالی توسط قدرت های پیروز بر اساس پروتکل های منطقه پس از پایان جنگ جهانی دوم ایجاد شد. مرز غربی منطقه اشغال اتحاد جماهیر شوروی به مرز داخلی آلمان بین آلمان غربی و جمهوری دموکراتیک آلمان تبدیل شد که این ایالت ها در سال ۱۹۴۹ تأسیس شدند.

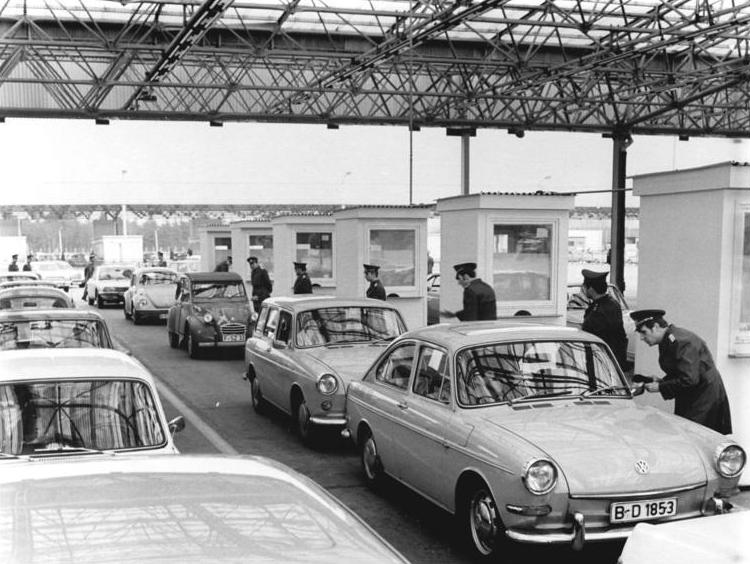
ایست بازرسی درویتز-دریلیندن (۱۹۷۲)

گذرنامه بین منطقه ای که هنوز توسط متفقین معرفی شده بود، در سال ۱۹۵۳ با به اصطلاح گواهی شخصی برای سفر از جمهوری دموکراتیک آلمان به آلمان غربی جایگزین شد.  برای ورود به جمهوری دموکراتیک آلمان از آلمان غربی، کارت شناسایی رسمی و اجازه اقامت صادر شده توسط شورای ناحیه محل بازدید مورد نیاز بود. هنگام ورود به برلین شرقی، مجوز ویژه از سال ۱۹۶۰ مورد نیاز بود. برای سفر بین آلمان غربی و برلین غربی، داشتن کارت شناسایی کافی بود. 
در ژوئن ۱۹۶۸، شرایط گذرنامه و روادید معرفی شد.  
در ۱۲ اوت ۱۹۶۱، به دنبال قطعنامه مربوطه پارلمان جمهوری دموکراتیک آلمان در روز قبل، شورای وزیران جمهوری دموکراتیک آلمان تصمیم گرفت که کنترلی را در مرزهای جمهوری دموکراتیک آلمان، از جمله مرز با بخش های غربی برلین ایجاد کند. "" همانطور که در مرزهای هر کشور مستقل مرسوم است."  شهروندان جمهوری آلمان اکنون فقط با مجوز ویژه اجازه عبور از این مرزها را داشتند. برای عبور از مرزهای برلین شرقی به غربی گواهینامه خاصی لازم بود. بازدید «شهروندان صلح‌جوی برلین غربی از پایتخت جمهوری دموکراتیک آلمان» با ارائه کارت شناسایی برلین غربی امکان‌پذیر بود. مقررات کنترل قبلی برای بازدید از برلین شرقی توسط شهروندان جمهوری فدرال آلمان غربی، برای سفر به خارج از کشور توسط شهروندان برلین غربی از طریق مسیرهای اتصال GDR، و برای ترافیک ترانزیت بین برلین غربی و آلمان غربی از طریق GDR به قوت خود باقی بود. 
این تصمیم در ۱۳ اوت ۱۹۶۱ اجرایی شد و نه تنها به ساخت دیوار برلین، بلکه به تشدید قابل توجه مقررات سفر آلمان و آلمان منجر شد.

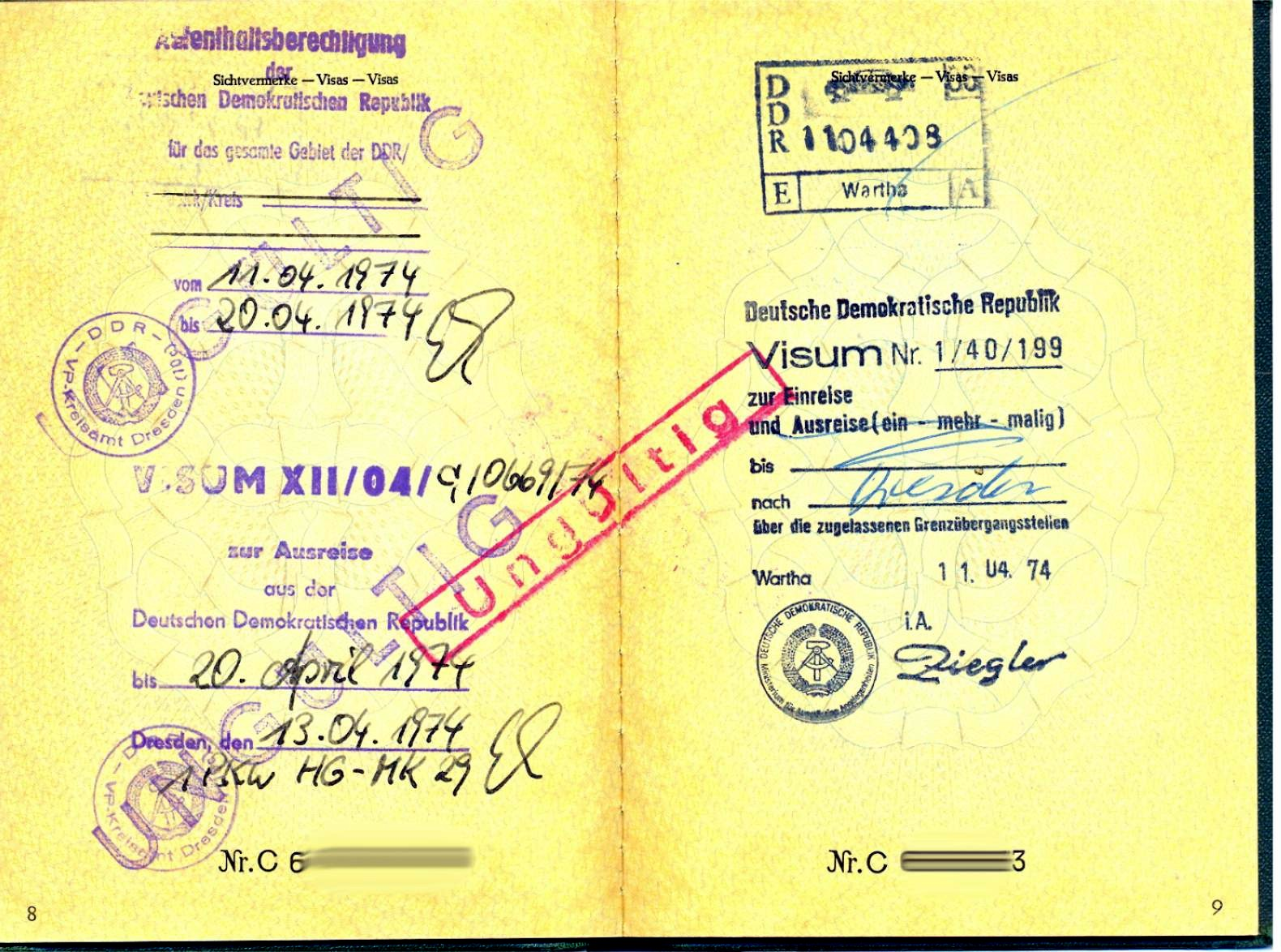
روادید آلمان شرقی، ۱۹۷۴

مجوزهای موجود برای سفر شهروندان جمهوری دموکراتیک آلمان به "کشورهای خارجی سرمایه داری" باطل و مصادره شد. فقط در مواردی که "منافع دولتی، اجتماعی یا فرهنگی موجه" وجود داشته باشد، می توان درخواست تجدید به وزارت کشور (مرکز پلیس مردمی آلمان) داد.  خروج افراد تا ۲۵ سال از کشور ممنوع شد. در حالی که قبل از ساخت دیوار سالانه حدود ۲.۵ میلیون مجوز سفر به جمهوری فدرال صادر شده بود، از آن زمان تا سال ۱۹۶۵ تنها ۶۲۳ مجوز برای سفر به آلمان غربی و ۶۴۵ مجوز برای ورود به برلین غربی صادر شده بود. قرار بود از سفر "در مواردی که هیچ ضرورت مطلق وجود نداشته باشد یا در مواردی که سوء ظن منطقی وجود دارد که قصد سوء استفاده از آن برای خروج غیرقانونی از جمهوری دموکراتیک آلمان وجود دارد" جلوگیری شود.
در سال ۱۹۶۴ شرایط سفر برای افرادی که مستمری پیری، تصادف یا از کارافتادگی دریافت می‌کردند و بعداً برای کادرهای مسافرتی تسهیل شد. 
به دستور ۲۵ نوامبر ۱۹۶۴،  حداقل مبادله ارزهای خارجی برای بازدیدکنندگان خصوصی از آلمان غربی معرفی شد. مقدار هر روز مدت زمان از معادل ابتدا ۵ تا در نهایت ۲۵ مارک GDR در نسبت های تبدیل قابل اعمال در GDR ثابت شد. 
عبور از مرز فقط با مدارک معتبر در گذرگاه های کنترلی موجود امکان پذیر است. مجازات تخلفات طبق بند ۸ قانون گذرنامه ۱۹۵۴ و طبق بند ۲۱۳ قانون جزا از ۱ ژوئیه ۱۹۶۸ به عنوان عبور غیرقانونی از مرز، مجازات حبس بود.
از سال ۱۹۷۲، موافقتنامه تسهیل و بهبود سفر و بازدید در ابتدا به افرادی که به طور دائم در برلین غربی ساکن بودند اجازه می داد به دلایل بشردوستانه، خانوادگی، مذهبی، فرهنگی و توریستی وارد برلین شرقی و جمهوری آلمان شوند.  معاهده حمل و نقل در ۲۶ مه ۱۹۷۲، سپس تردد به داخل و از طریق سرزمین های مربوطه در جاده ها، راه آهن ها و آبراه ها را "بر اساس عرف بین المللی بر اساس متقابل و عدم تبعیض" تنظیم کرد.  در ۳۰ مه ۱۹۷۲، دفتر سیاسی SED «اصول رسیدگی به درخواست‌های خروج اتباع جمهوری دموکراتیک آلمان به کشورهای غیرسوسیالیستی و ورود اتباع آلمان غربی به جمهوری دموکراتیک آلمان را ارائه کرد. به دستور وزیر کشور در تاریخ ۱۷ اکتبر ۱۹۷۲ سفر به مناسبت تولد، ازدواج، بیماری های تهدید کننده زندگی و مرگ پدربزرگ و مادربزرگ، والدین، فرزندان و خواهران و برادران پس از آن می تواند یک بار یا چند بار تا مجموع ۳۰ روز در سال تایید شود. مجوز سفر عملاً به افرادی اعطا نمی شد که نمی توانستند مسائل فوری خانوادگی را بیان کنند یا در سن بازنشستگی بودند. بنابراین می توان گفت که دوره ۱۹۷۵-۱۹۶۱ یکی از ممنوعیت های گسترده سفر بود. 
در بسیاری از موارد، ملاقات‌های شخصی در ایستگاه‌های استراحت بزرگراه‌های ترانزیت انجام می‌شد، حتی اگر مسافران آنجا باید نظارت وزارت امنیت دولتی را در نظر می‌گرفتند. در نتیجه تسهیلات سفر برای آلمان غربی که با موافقتنامه ترانزیت و معاهده اساسی (شامل اقامت در کل جمهوری آلمان، انتخاب آزادانه گذرگاه مرزی، بازدید از آشنایان و نه تنها اقوام، چندین بار در سال سفر می‌شود. سفرهای توریستی، مجوز تردد خودروها، باز کردن گذرگاه‌های جاده‌ای جدید، ترافیک نزدیک به مرز)، سفر با جمهوری دموکراتیک آلمان و سپس «در دوره بعدی دهه ۱۹۷۰ با جهش و مرز افزایش یافت.» 
پس از آنکه نماینده دولت گونتر شابفسکی در یک نشست خبری در ۹ اکتبر ۱۹۸۹ اعلام کرد که باید بدون نیاز به رعایت برخی شرایط (دلایل سفر و روابط خانوادگی) برای سفر خصوصی به خارج از کشور درخواست کرد، گذرگاه‌های مرزی در سراسر آلمان به معنای واقعی کلمه زیر پا گذاشته شدند. با افرادی که می خواهند سفر کنند. از آن زمان به بعد، عملاً کنترل مرزی دیگر انجام نشد. 

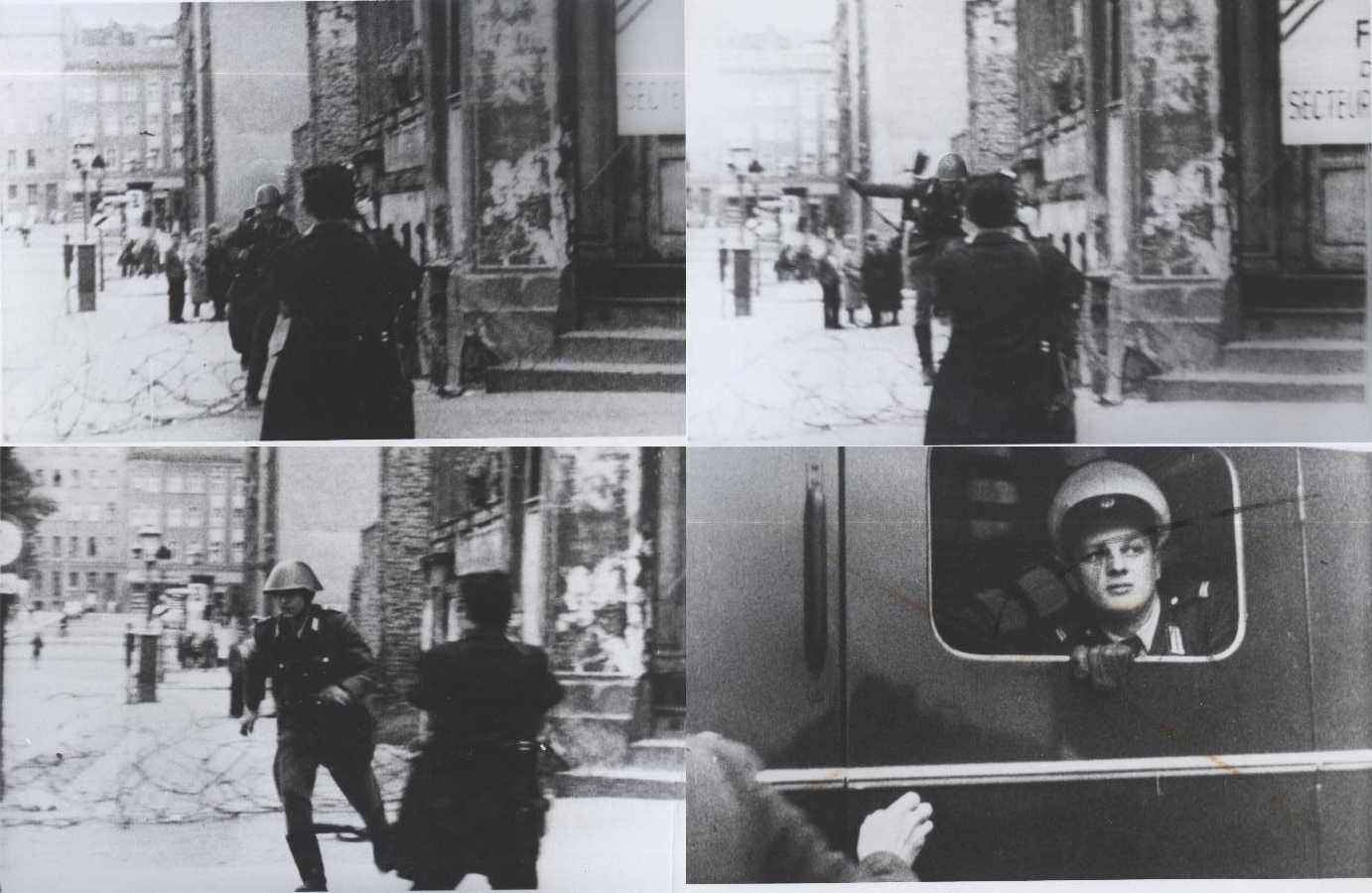
سرباز آلمان شرقی در حال فرار به آلمان غربی

فرمان ۲۱ دسامبر ۱۹۸۹ الزام روادید برای شهروندان جمهوری فدرال آلمان را که وارد جمهوری آلمان می شدند، لغو کرد،  و فرمان ۱۶ مه ۱۹۹۰ نیز الزام گذرنامه را لغو کرد. 
از ۱ ژوئیه ۱۹۹۰، دیگر کنترلی بر جابجایی افراد در سراسر مرزهای داخلی آلمان وجود ندارد. آلمانی ها و خارجی هایی که شرایط ورود را داشتند مجاز به عبور از مرزهای داخلی آلمان در هر نقطه بودند.  
بسیاری از آلمان شرقی سعی کرده بودند به طور غیرقانونی به آلمان غربی بروند. برخی از مردم گارد/سرباز آلمان شرقی بودند.

## فرهنگ

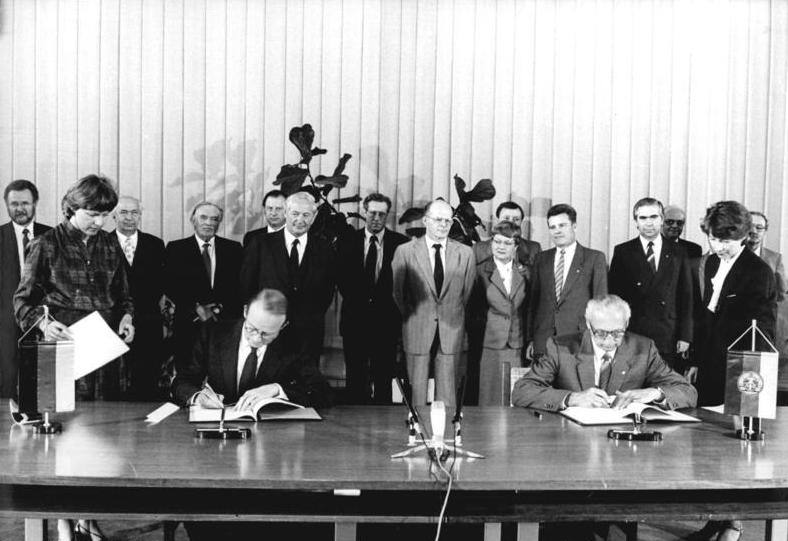
امضای قرارداد فرهنگی آلمان و آلمان در ۶ مه ۱۹۸۶

ماده ۷ معاهده اساسی از جمله انعقاد موافقتنامه هایی در زمینه های علمی، فرهنگی و ورزشی را پیش بینی کرده بود. پس از شکست دورهای اولیه مذاکرات در دهه ۱۹۷۰، مذاکرات در سال ۱۹۸۳ از سر گرفته شد و منجر به انعقاد موافقتنامه بین دولت جمهوری دموکراتیک آلمان و دولت جمهوری فدرال آلمان در مورد همکاری فرهنگی در ۶ می ۱۹۸۶ شد.  
مذاكرات با درك تداوم ملت فرهنگي متحد آلمان از يك سو، و فرهنگ مستقل سوسياليستي از سوي ديگر، كه پس از ۱۹۴۵ در بخش شرقي آلمان شكل گرفته بود، پيچيده شده بود. با این وجود، « ساعت صفر » و رویارویی با گسست فرهنگی ناشی از ناسیونال سوسیالیسم، هنر و فرهنگ را در سراسر آلمان پس از جنگ شکل داد.   تا زمان ساخت دیوار برلین در سال ۱۹۶۱، "مبادله پر جنب و جوش در مورد مسائل هنر، وحدت ملی و مفاهیم سیاسی" بین هنرمندان آلمان غربی و شرقی خارج از سیاست رسمی فرهنگی وجود داشت. در سطح سیاسی، مسئله «آوارگی دارایی های فرهنگی در نتیجه جنگ» نیز بحث برانگیز بود. این مربوط به آثار هنری جابجا شده از جزیره موزه بود که از سال ۱۹۴۵ در بخش شرقی برلین قرار داشت، در طول جنگ جهانی دوم به بخش غربی آلمان، و زمانی که بنیاد میراث فرهنگی پروس در غرب باقی مانده بود. در سال ۱۹۵۷ تاسیس شد. علاوه بر نیم تنه نفرتیتی ، بیش از ۳۰۰۰ اثر مصری دیگر، ۲۰۰۰ گلدان یونانی و تقریباً ۶۰۰۰ نقاشی در آن نقش داشتند.   
پس از اینکه جمهوری دموکراتیک آلمان به‌طور شگفت‌انگیزی ادعاهای مربوط به مالکیت خود را به‌عنوان پیش‌شرط توافق به تعویق انداخت، توافق فوق‌الذکر در مه ۱۹۸۶ با استثناء صریح این سؤالات در یک اعلامیه پروتکل مشترک حاصل شد. در نوامبر ۱۹۸۶، هر دو طرف توافق کردند "که اموال فرهنگی متعلق به مالکان عمومی در دیگر بخش آلمان به مکان اصلی خود بازگردانده شود." 
قرار بود سال ۱۹۸۶ در برنامه های کاری سالانه در مورد پروژه های فرهنگی ملموس اجرا شود. بدین ترتیب در پاییز ۱۹۸۶ نمایشگاه «مواضع - نقاشی از جمهوری فدرال آلمان» در موزه آلتس در برلین شرقی برگزار شد.  درست در روز بازگشایی مرز، ۹ نوامبر ۱۹۸۹، وزیر وقت ایالت نوردراین وستفالن ، یوهانس رائو ، نمایشگاه "علامت زمان. ایستگاه های هنرهای تجسمی در نوردراین وستفالن" را در لایپزیگ ترتیب داد.
بنابراین، قرارداد فرهنگی خیلی دیر در تاریخ به وجود آمد که تأثیر خاصی نداشت. 